# استفان درلیاچا
استفان درلیاچا (انگلیسی: Stefan Drljača؛ زادهٔ ۲۰ آوریل ۱۹۹۹) بازیکن فوتبال اهل آلمان است.